# Petra Nadvornik
Petra Nadvornik (* 2. Mai 1960 in Cottbus) ist eine deutsche Opernsängerin (Sopran). 2010 wurde sie zur Kammersängerin am Mecklenburgischen Staatstheater Schwerin ernannt.

## Leben
Nach dem Abitur in Frankfurt (Oder) absolvierte sie eine Ausbildung an der Hochschule für Musik „Hanns Eisler“ in Berlin, unter anderem bei Kammersängerin Hanne-Lore Kuhse.
Noch während des Studiums debütierte sie an der Deutschen Staatsoper Berlin. 1983 folgte ihr Engagement am Mecklenburgischen Staatstheater Schwerin, dem sie bis 2020 angehörte. Gastspiele führten sie unter anderem zu den Schwetzinger Festspielen, an die Theater Lübeck, Kiel, Braunschweig, das Theater Vorpommern in Stralsund, Hildesheim, Mainz und Detmold.

## Partien (Auswahl)
- Adele in Die Fledermaus von Johann Strauss
- Konstanze in Die Entführung aus dem Serail von Wolfgang Amadeus Mozart
- Zerbinetta in Ariadne auf Naxos von Richard Strauss
- Olympia in Hoffmanns Erzählungen von Jacques Offenbach
- Marie in Zar und Zimmermann von Albert Lortzing
- Gilda in Rigoletto von Giuseppe Verdi
- Susanna in Die Hochzeit des Figaro von Wolfgang Amadeus Mozart
- Zerlina und Donna Elvira in Don Giovanni von Wolfgang Amadeus Mozart
- Sophie in Der Rosenkavalier von Richard Strauss
- Lady Harriet in Martha von Friedrich von Flotow